# مارينا إينوي
مارينا إينوي (井上麻里奈 إينوي مارينا) هي مؤدية أصوات يابانية ولدت في 20 يناير 1985 في طوكيو.

## أدوارها في الأنمي

### مسلسلات أنمي تلفزيونية
- تنجن توبا جورين لاجان - يوكو
- إل كازادور - ليريو
- باكانو! - إيف جينوارد
- سكيب بيت! - كيوكو موغامي
- مينامي-كيه - كانا مينامي
- سايونارا زتسبو سينسيه - تشيري كيتسو
- زوكو سايونارا زِتسبو سينسيه - تشيري كيتسو
- زان سايونارا زِتسبو سينسيه - تشيري كيتسو
- ماريا هوليك - ماتسوريكا شينوجي
- ماريا هوليك ألايف - ماتسوريكا شينوجي
- شاكوغان نو شانا II - فيليس
- شاكوغان نو شانا III(فاينل) - فيليس
- سيكيري - تسوكيومي
- سيكيري Pure Engagement - تسوكيومي
- الرمية الكبرى - روري ميهاشي
- دي جرايمان - إلدا
- زامد الذكرى الضائعة - كوباكو
- عندما تبكي النوارس - جيسيكا أوشيروميا
- كامبفر - ناتسورو سينو
- هايسكول اوف ذا ديد - ري مياموتو
- الخادم الأسود 2 - لوكا ماكين
- آيرون مان - أكي
- إكس-من - ريكو نيراساكي
- فريزينغ - شيفون فيرتشايلد
- فريزينغ فايبريشن - شيفون فيرتشايلد
- هجوم العمالقة - آرمين آرليرت
- هجوم العمالقة Season 2 - آرمين آرليرت
- هجوم العمالقة Season 3 - آرمين آرليرت
- هجوم العمالقة The Final Season - آرمين آرليرت
- هجوم العمالقة: الثانوية - آرمين آرليرت
- جاليلي دونا - آنا هندريكس
- لوغ هورايزون - كانامي
- كيل لا كيل - مايكو أوغوري
- إنفينيت ستراتوس - لورا بودويغ
- التلميذ المتخلف في ثانوية السحر - ماري واتانابي
- كوبرا ذي أنيميشن - إليس لويد
- M3 الفولاذ الأسود - أكاشي ساغينوما (أيام الطفولة)، سوزاكي
- الخيانة تعرف إسمي - توكو موراسامي
- ديت ا لايف - توكا ياتوغامي
- ريني من الحدود - ساكورا ماميا
- بانتشلاين - يوتا إيريداتسو
- الخطايا السبع المميتة - جيريكو
- الخطايا السبع المميتة: تلميحات الحرب المقدسة - جيريكو
- الخطايا السبع المميتة: إعادة إحياء الوصايا - جيريكو
- أواريمونوغاتاري - سوداتشي أويكورا
- بوكيمون إكس/واي - أريا
- أكاديميتي للأبطال - مومو ياويوروزو
- أسد آذار - كيوكو كودا
- ماجيكيون! رينيسانس - روي أنجو (أيام الطفولة)
- سكيت دانس - موموكو كيبيتسو
- هاياتي نو غوتوكو! - واتارو تاتشيبانا
- دارلينغ إن ذا فرانكس - نانا
- مجموعة جونجي إيتو - توشيو
- مخيم الإسترخاء - ساكورا كاغاميهارا
- مخيم الإسترخاء SEASON2 - ساكورا كاغاميهارا
- سيرك كاراكوري - فيلما ثورن
- جوجوتسو كايسن - ماي زينين
- وندر إغ برايوريتي - ميكو
- رجل المنشار - دينجي الطفل

### أوفا أنمي
- لوحة كوزيت - كوزيت دوفيرن
- غوكو سايونارا زِتسبو سينسيه - تشيري كيتسو
- المعلم الساحر نيغيما!: الجناح الأبيض ALA ALBA - كوتارو إينوغامي
- المعلم الساحر نيغيما!: عالم آخر - كوتارو إينوغامي
- هجوم العمالقة: مذكرة إلزي - الراوية
- هجوم العمالقة: زوار مفاجئون - آرمين آرليرت
- هجوم العمالقة: محنة - آرمين آرليرت

### أفلام أنمي
- سلسلة أفلام بريك بليد
  - بريك بليد: الفصل الأول «وقت النهوض» - نارفي سترايز
  - بريك بليد: الفصل الثاني «مفترق الطرق» - نارفي سترايز
  - بريك بليد: الفصل الثالث «جرح سيف القاتل» - نارفي سترايز
  - بريك بليد: الفصل الرابع «أرض الكارثة» - نارفي سترايز
  - بريك بليد: الفصل الخامس «أفق الموت» - نارفي سترايز
  - بريك بليد: الفصل السادس «حصن الحزن» - نارفي سترايز
- التلميذ المتخلف في ثانوية السحر: الفتاة التي تنادي النجوم - ماري واتانابي
- أكاديميتي للأبطال ذا موفي: البطلين - مومو ياويوروزو
- أكاديميتي للأبطال ذا موفي: هيروز: رايزينغ - مومو ياويوروزو
- زوكوؤاريمونوغاتاري - سوداتشي أويكورا
- ديت ا لايف: مايوري جادجمنت - توكا ياتوغامي
- دورايمون: نوبيتا وأبطال الفضاء - آرون

## أدوارها في ألعاب الفيديو
- بيرسونا 3 بورتبل - البطلة
- تيلز أوف هارتس - كوهاك هارتس
- تيلز أوف فرسس - كوهاك هارتس
- تيلز أوف ذا وورلد: ريف يونايتيا - كوهاك هارتس
- أكاديميتي للأبطال: باتل فور أول - مومو ياويوروزو
- ماي هيرو ونز جاستيس - مومو ياويوروزو
- ماي هيرو ونز جاستيس 2 - مومو ياويوروزو
- بليد آركوس فروم شاينينغ - آلتينا
- دراغون كويست هيروز - بيانكا
- دراغون كويست هيروز II - بيانكا
- إيتاداكي ستريت: دراغون كويست آند فاينل فانتسي ثيرتيث أنيفيرساري - بيانكا
- ديت ا لايف: رينّي يوتوبيا - توكا ياتوغامي
- ديت ا لايف: أروسو إنستول - توكا ياتوغامي
- ديت ا لايف: ريو ريينكارنيشن - توكا ياتوغامي
- ديت ا لايف: رين ديستوبيا - توكا ياتوغامي
- كود أوف برنسس - سولانج بلانشفلور دو لوكس

## أدوارها في الدبلجة اليابانية
- روبي - إميرالد ساستراي
- ثانوية سوبر غيرلز - وندر وومان

## وصلات خارجية
- مارينا إينوي على موقع IMDb (الإنجليزية)
- مارينا إينوي على موقع ميوزك برينز (الإنجليزية)
- مارينا إينوي على موقع قاعدة بيانات الفيلم (الإنجليزية)
- مارينا إينوي على موقع ANN person (الإنجليزية)